# Gjon’s Tears

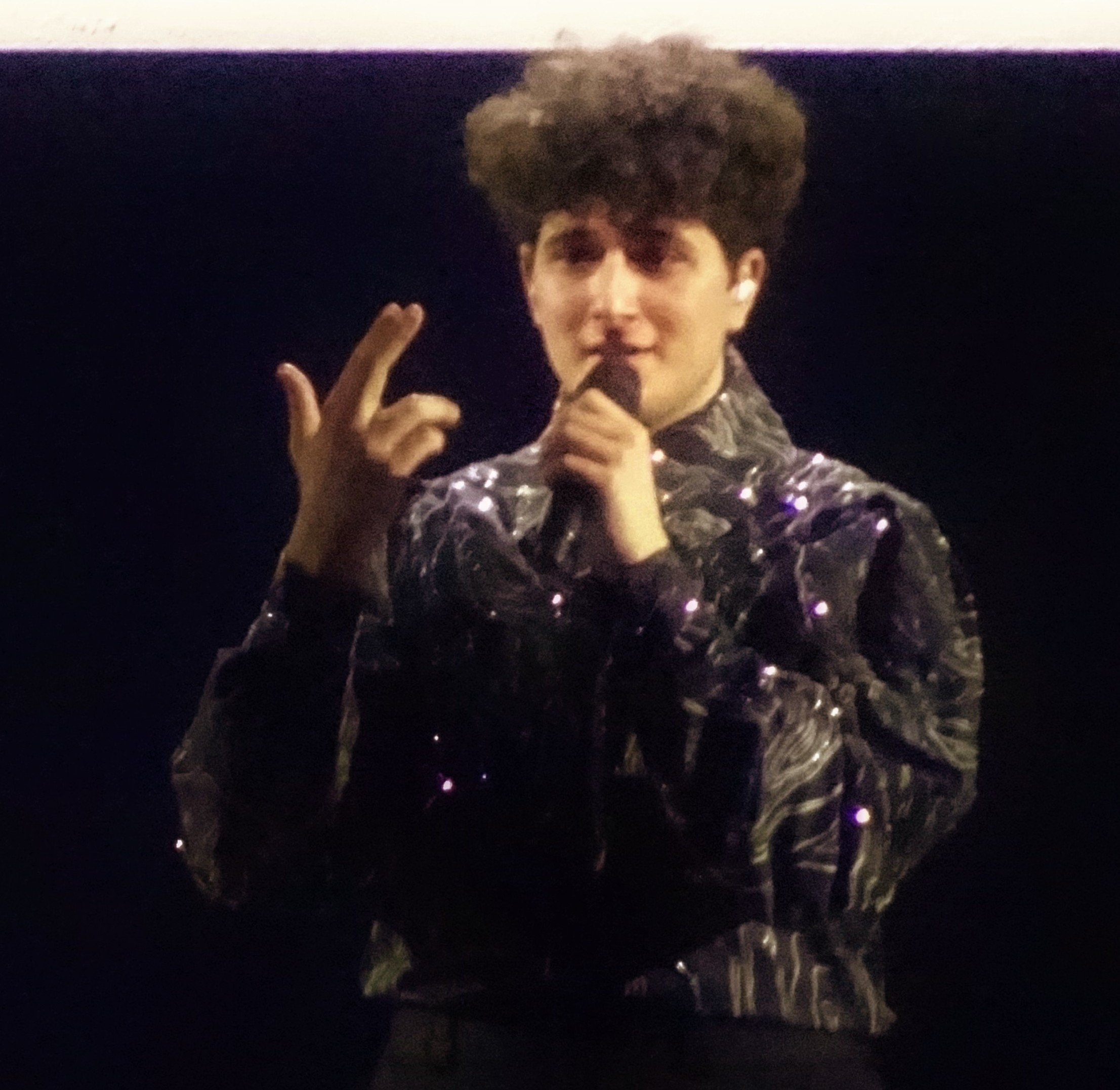
Gjon’s Tears beim Eurovision Song Contest 2021

Gjon’s Tears, eigentlich Gjon Muharremaj (* 29. Juni 1998 im Greyerzbezirk, Kanton Freiburg, Schweiz), ist ein Schweizer Sänger aus Broc. Er vertrat die Schweiz mit dem Beitrag Tout l’univers beim Eurovision Song Contest 2021 und erreichte den 3. Platz.

## Leben und Karriere
Gjon Muharremaj wuchs in der Schweiz auf, seine Eltern stammen aus Albanien und dem Kosovo. Diese Einflüsse sind ihm laut einer Mitteilung auch sehr wichtig. Sein Künstlername Gjon’s Tears beruht auf einer Kindheitserfahrung: Als Neunjähriger bewegte er seinen Grossvater mit einer Darbietung von Elvis Presleys Can’t Help Falling in Love zu Tränen. Sein Grossvater war es auch, der ihn 2011 bei Albania’s Got Talent anmeldete, wo er den dritten Platz belegte. Im darauffolgenden Jahr nahm Gjon’s Tears bei Die grössten Schweizer Talente teil, wo er im Halbfinale ausschied. Während einer sechsjährigen Fernsehpause ging er ans Konservatorium in Bulle und belegte dort klassischen Gesang, daneben jodelte er und lernte indischen und chinesischen Gesang. 2017 meldete er sich an der Gustav Akademie, einem Förderprogramm für junge Talente in Freiburg, an. Bei der französischen Version von The Voice erreichte er 2019 ebenfalls das Halbfinale. Muharremaj hat die Ausbildung zum Primarlehrer absolviert.
Gjon’s Tears wollte ursprünglich am albanischen Vorentscheid Festivali i Këngës teilnehmen, dieser war aber bereits voll, so reichte er seinen Song beim SRF für eine Schweizer Teilnahme ein. Am 4. März 2020 wurde bekanntgegeben, dass Gjon’s Tears die Schweiz beim Eurovision Song Contest 2020 in Rotterdam vertreten würde, wo er im zweiten Halbfinale am 14. Mai antreten sollte. Sein Lied Répondez-moi hatte er gemeinsam mit den Songwritern Xavier Michel und Alizé Oswald geschrieben. Zwei Tage nach der Absage des Eurovision Song Contest 2020 wurde bekanntgegeben, dass Gjon’s Tears die Schweiz stattdessen beim Eurovision Song Contest 2021 vertreten sollte. Am 10. März 2021 wurde mit Tout l’univers sein Beitrag für den Eurovision Song Contest 2021 in Rotterdam bekannt gegeben. Er war somit seit 2010 der erste französischsprachige Künstler, der die Schweiz vertrat. Mit seinem Auftritt im zweiten Halbfinale erreichte er das Finale. Dort stand er nach der Jurybewertung auf dem ersten, in der Gesamtwertung auf dem 3. Platz.
2021 war Muharremaj Teil der französischen The Voice All Stars Ausgabe. Dort erreichte er wieder das Halbfinale. Er wurde bei den MTV EMAs für den Best Swiss Act nominiert und gewann diesen am 14. November.

## Diskografie

### Studioalben
- 2023: The Game

### Singles
- 2018: Babi
- 2018: Back in Light
- 2020: Répondez-moi
- 2021: Tout l’univers
- 2022: Silhouette
- 2022: Pure
- 2023: Midnight in Paris
- 2023: Disco
- 2023: Cancer

### Gastbeiträge
- 2021: Dance me (Arilena Ara feat. Gjon’s Tears)
- 2023: Heavenbound (Marina Kaye feat. Gjon's Tears)[14]